# Spinotrella
Spinotrella is een geslacht van rechtvleugeligen uit de familie krekels (Gryllidae). De wetenschappelijke naam van dit geslacht is voor het eerst geldig gepubliceerd in 2004 door Gorochov.

## Soorten
Het geslacht Spinotrella omvat de volgende soorten:
- Spinotrella pulcherrima Gorochov, 2004
- Spinotrella variegata Gorochov, 2004